# Lukas Flüeler
Lukas Flüeler (* 22. Oktober 1988) ist ein ehemaliger Schweizer Eishockeytorhüter. Von 2008 bis 2022 spielte er bei den ZSC Lions in der Schweizer National League.

## Karriere
Flüeler verbrachte seine Juniorenzeit beim EHC Kloten. Seine erste Profistation war der 1.-Ligist EHC Winterthur. Danach spielte er während einer Saison in der kanadischen Juniorenliga Ontario Hockey League für die Ottawa 67’s, die ihn beim CHL Import Draft 2006 in der ersten Runde an insgesamt 21. Position ausgewählt hatten. Auf die Saison 2007/08 kehrte er in die Schweiz zurück und wechselte zum Farmteam der ZSC Lions, den GCK Lions, wo er 20 Einsätze verzeichnen konnte. In der Saison 2008/09 erfolgte für Flüeler sein Debüt in der National League A. Im gleichen Jahr schaffte er den Durchbruch, er wechselte sich im Tor der ZSC Lions mit Ari Sulander ab. In der Saison 2010/11 setzte sich Flüeler als Stammtorhüter bei den ZSC Lions durch und gewann mit den Zürchern in der Saison 2011/12 die Schweizer Meisterschaft.
Flüeler stellte zu Beginn der Saison 2013/14 einen neuen Startrekord auf, er blieb 158 Minuten und 57 Sekunden ungeschlagen, bis er im dritten Spiel gegen den SC Bern erstmals bezwungen wurde. Er löste damit Ronnie Rüeger ab.
2014 und 2018 gewann er jeweils eine weitere Schweizer Meisterschaft mit den ZSC Lions. Während der Saison 2020/21 verlor er seinen Stammplatz an Ludovic Waeber. In der folgenden Saison konnte Flüeler seine Leistungen deutlich verbessern, entschied sich jedoch trotzdem, seine Karriere zum Saisonende zu beenden und einen Job bei Swiss Life anzunehmen.

### International
In der A-Nationalmannschaft der Schweiz kam Flüeler beim 1:0-Sieg nach Verlängerung gegen die Slowakei zu seinem ersten Einsatz. Dabei gelang ihm sofort ein Shutout. Zuvor kam er in der U20-Nationalmannschaft zu vier Einsätzen. Er nahm an der U18-Weltmeisterschaft der Division I 2006, als der Aufstieg in die Top-Division gelang, sowie den U20-Weltmeisterschaften 2007 (kein Einsatz) und 2008 (ein Einsatz) teil. Zudem gehörte er zum Kader bei der Weltmeisterschaft der Herren 2012, wurde aber nicht eingesetzt.

## Erfolge und Auszeichnungen
- 2006 Aufstieg in die Top-Division bei der U18-Weltmeisterschaft der Division I, Gruppe A
- 2009 Champions-Hockey-League-Gewinn mit den ZSC Lions
- 2009 Victoria-Cup-Gewinn mit den ZSC Lions
- 2012, 2014 und 2018 Schweizer Meister mit den ZSC Lions
- 2016 Gewinn des Swiss Ice Hockey Cup mit den ZSC Lions

### International
- 2006 Aufstieg in die Top Division bei der U18-Junioren-Weltmeisterschaft

## Karrierestatistik
(Legende zur Spielerstatistik: Sp oder GP = absolvierte Spiele; T oder G = erzielte Tore; V oder A = erzielte Assists; Pkt oder Pts = erzielte Scorerpunkte; SM oder PIM = erhaltene Strafminuten; +/− = Plus/Minus-Bilanz; PP = erzielte Überzahltore; SH = erzielte Unterzahltore; GW = erzielte Siegtore; 1 Play-downs/Relegation; Kursiv: Statistik nicht vollständig)